# Aaron Olson
Aaron Duane Olson (Victoria, 11 maggio 1978) è un ex cestista canadese naturalizzato neozelandese.

## Carriera
Con la Nuova Zelanda ha disputato i Giochi olimpici di Atene 2004, i Campionati oceaniani del 2005 e i Campionati mondiali del 2006.